# 地域医療機能推進機構東京山手メディカルセンター附属看護専門学校
地域医療機能推進機構東京山手メディカルセンター附属看護専門学校（ちいきいりょうきのうすいしんきこうとうきょうやまてメディカルセンターふぞくかんごせんもんがっこう）とは、東京都新宿区にあった私立の医療系専修学校。地域医療機能推進機構東京山手メディカルセンターに隣接した立地にあり、幹部看護婦・看護師を教育する目的として社会保険病院最初の高等看護学校として設立。

## 学科
- 看護学科

## 沿革
- 1950年（昭和25年）4月 - 社会保険中央看護学院として創立。
- 1977年（昭和52年）10月11日 - 専修学校制度発足、専修学校の認可申請認可。
- 1979年（昭和54年）1月1日 - 社会保険中央看護専門学校と校名変更。
- 1995年（平成7年）4月1日 - 専修学校の専門課程修了者に、専門士の称号が付与される。
- 1999年（平成11年）10月 - 平成12年度入学生より男子募集開始。
- 2000年（平成12年）10月 - 平成13年度入学生より社会人特別入学試験を開始。
- 2014年（平成26年）4月 - 病院名および運営主体変更にともない現在の名称となる。
- 2021年（令和3年）9月 - 令和4年度の新規学生募集を停止し、令和6年3月をもって閉校することを発表した[1]。
- 2024年（令和6年）3月 - 閉校

## 交通アクセス
- JR東日本
  - 山手線・新大久保駅下車、徒歩約4分程度。
  - 中央本線・大久保駅下車、徒歩約4分程度。